# Cinco discursos de Mateo

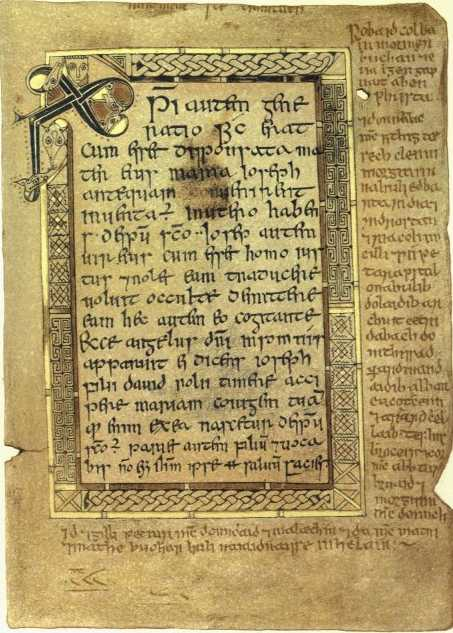
El Evangelio de Mateo del Libro de los ciervos, siglo X

En el cristianismo, el término Cinco discursos de Mateo se refiere a cinco discursos específicos de Jesús dentro del Evangelio de Mateo.
Los cinco discursos son los siguientes: el Sermón de la Montaña, el Discurso Misionero, el Discurso Parabólico, el Discurso sobre la Iglesia y el Discurso sobre el Fin de los Tiempos.
Cada uno de los discursos tiene un paralelo más breve en el Evangelio de Marcos o en el Evangelio de Lucas.

## Estructura
Los eruditos bíblicos están generalmente de acuerdo en la existencia de los cinco discursos separados, aunque existen discusiones y diferencias de opinión sobre detalles específicos. Hay apariciones de la fórmula de cierre "cuando Jesús terminó de hablar": 7:28, 11:1, 13:53, 19:1 y 26:1. La mayoría de los eruditos consideran que los capítulos 23 a 25 son el discurso final, pero algunos consideran que son sólo el 24 y el 25.
A partir de Benjamin Wisner Bacon a principios del siglo XX, algunos estudiosos han argumentado que hay cinco narraciones correspondientes (más un prólogo y un epílogo) en Mateo que se emparejan con los discursos, pero otros (e. Por ejemplo, Jack Kingsbury o Craig Blomberg ven tres segmentos principales en Mateo en los que tienen lugar los 5 discursos.
Blomberg mostró cómo la estructura de cinco discursos puede utilizarse para relacionar la estructura de nivel superior de Mateo con la de Marcos, Lucas y Juan. En su mapeo el capítulo 13 de Mateo es su centro, al igual que Marcos 8:30 y el comienzo del capítulo 12 de Juan. Luego separa a Lucas en tres partes por 9:51 y 18:14.
Cada uno de los discursos tiene pasajes paralelos más cortos en el Evangelio de Marcos o en el Evangelio de Lucas. El primer discurso se refiere a Lucas 6:20-49. El segundo discurso se refiere a Marcos 6:7-13 así como a Lucas 9:1-6 y Lucas 10:1-12. La unidad correspondiente al tercer discurso es Marcos 4:3-34. El cuarto discurso se relaciona con Marcos 9:35-48 y el discurso final con Lucas 21:5-36 y Marcos 13:5-37.
Varios estudiosos han comparado los cinco discursos con los cinco libros del Pentateuco, pero la mayoría de los estudiosos contemporáneos rechazan la idea de un paralelo intencional.

## Los cinco discursos

### Primer discurso

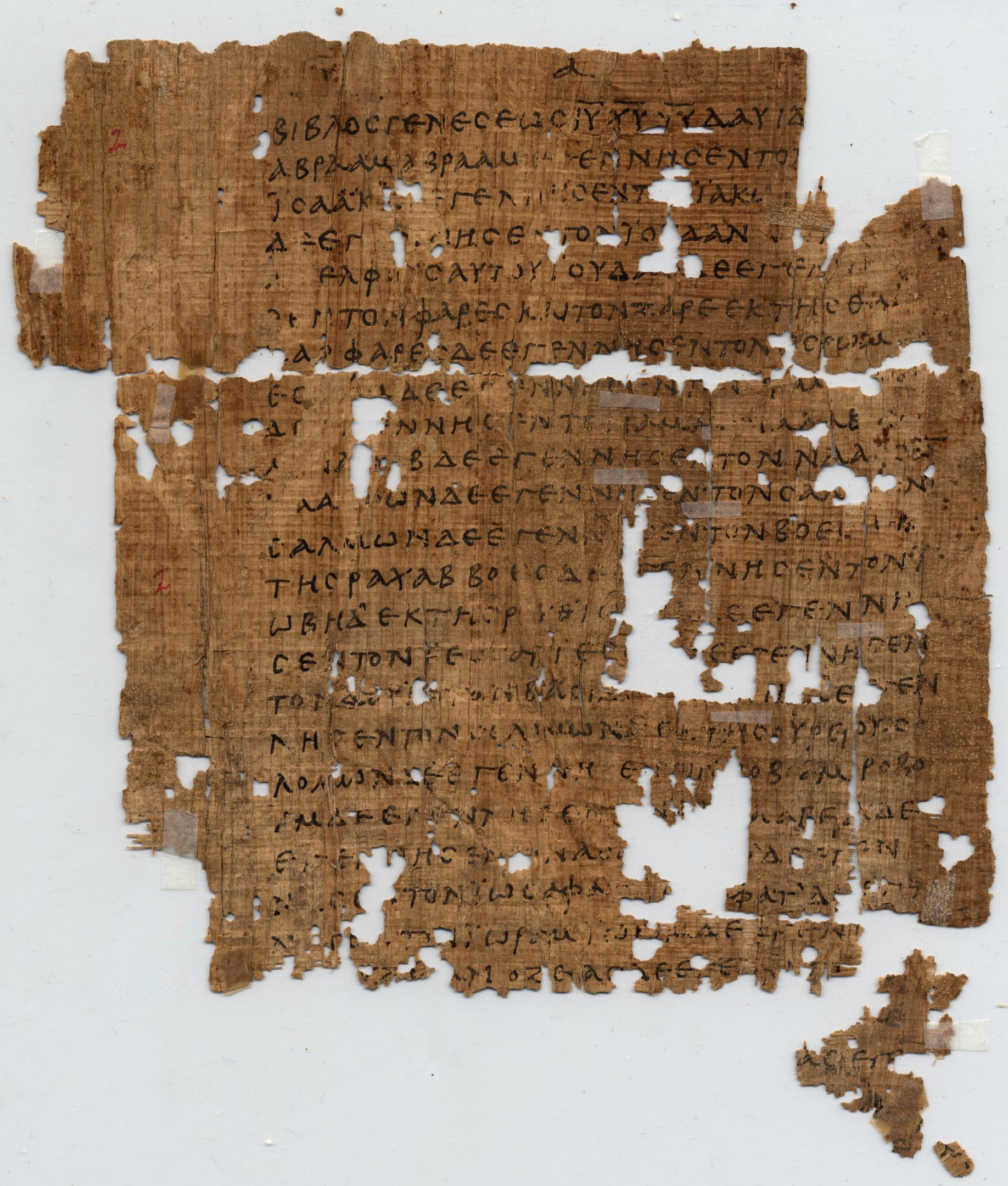
Una página de Mateo, del Papiro 1, c. 250

El primer discurso (Mateo 5-7) se llama el Sermón de la Montaña y es una de las partes más conocidas y citadas del Nuevo Testamento. Incluye las Bienaventuranzas y el Padre Nuestro. Para la mayoría de los creyentes en Jesús, el Sermón de la Montaña contiene los principios centrales del discipulado cristiano. Las Bienaventuranzas son un elemento clave de este sermón, y se expresan como un conjunto de bendiciones. Las Bienaventuranzas presentan un nuevo conjunto de ideales cristianos que se centran en el amor y la humildad en lugar de la fuerza y la exacción; se hacen eco de los más altos ideales de las enseñanzas de Jesús sobre misericordia, espiritualidad y compasión. El Sermón de la Montaña también contiene las enseñanzas de Jesús sobre temas como el divorcio, y la mundanidad; cuestiones relativas a la persecución; más instrucciones sobre cómo orar y palabras sobre los falsos profetas.

### El segundo discurso
El segundo discurso en Mateo cap. 10, proporciona instrucciones a los Doce Apóstoles y a veces se llama el Discurso de la Misión o el Discurso Misionero  o la Pequeña Comisión en contraste con la Gran Comisión. Este discurso está dirigido a los doce apóstoles que se nombran en Mateo 10:2-3. En el discurso Jesús les aconseja que viajen de ciudad en ciudad, que no lleven pertenencias y que prediquen sólo a las comunidades israelitas. Les dice que tengan cuidado con la oposición, pero que no tengan miedo porque se les dirá lo que tienen que decir para defenderse cuando sea necesario: Porque no sois vosotros los que habláis, sino el Espíritu de vuestro Padre que habla en vosotros, como también se dice de forma similar en Lucas 12:12.

### El tercer discurso
El tercer discurso de Mateo 13 (1-53) proporciona varias parábolas para el Reino de los Cielos y suele llamarse Discurso de las Parábolas. La primera parte de este discurso, en Evangelio de Mateo 13:1-35, tiene lugar en el exterior cuando Jesús sale de una casa y se sienta cerca del lago para dirigirse a los discípulos así como a las multitudes que se han reunido para escucharle. Esta parte incluye las parábolas de el sembrador,  la cizaña, la semilla de mostaza y  la levadura. En la segunda parte Jesús vuelve a entrar en la casa y se dirige a los discípulos. Esta parte incluye las parábolas de el tesoro escondido, la perla y  la red barredera.

### El cuarto discurso
Cap 18
El cuarto discurso de Mateo 18 suele llamarse Discurso sobre la Iglesia. Incluye las parábolas de  la oveja perdida y  el siervo despiadado que también se refieren al Reino de los Cielos. El tema general del discurso es la anticipación de una futura comunidad de seguidores, y el papel de sus apóstoles para dirigirla. Dirigiéndose a sus apóstoles en 18:18, Jesús afirma: todo lo que atéis en la tierra quedará atado en el cielo; y todo lo que desatéis en la tierra quedará desatado en el cielo, véase también atar y desatar. Este poder se da por primera vez a Pedro en el capítulo 16 después de que  Pedro confiesa que Jesús es el «hijo del Dios vivo».  Además de los poderes de atar y desatar, a Pedro se le dan las llaves del reino de los cielos, y a veces se le considera la 'roca' sobre la que Cristo construyó su Iglesia.  El discurso subraya la importancia de la humildad y la abnegación como altas virtudes dentro de la comunidad prevista. Enseña que en el Reino de Dios, lo que importa es la humildad infantil, no la prominencia social ni la influencia.

### El quinto discurso
El discurso final se suele tomar para incluir Mateo 23, 24, y 25.
Mateo 24 suele llamarse Discurso del monte de los Olivos porque fue pronunciado en el Monte de los Olivos, y también se le denomina Discurso sobre el fin de los tiempos. El discurso corresponde a Marcos 13 y Lucas 21 y trata principalmente sobre el juicio y la conducta esperada de los seguidores de Jesús, y la necesidad de vigilancia por parte de los seguidores en vista del juicio próximo. El discurso está motivado por una pregunta que hacen los discípulos sobre el "fin de los tiempos" (Fin de los tiempos o fin de este mundo y comienzo del  mundo venidero) y recibe la respuesta más larga proporcionada por Jesús en el Nuevo Testamento. El discurso es generalmente visto como refiriéndose tanto a la próxima destrucción del Templo de Jerusalén, así como el Fin de los Tiempos y la Segunda venida de Cristo, pero las muchas opiniones de los eruditos acerca de la superposición de estos dos temas, y exactamente qué versos se refieren a qué evento siguen siendo divididos y complejos.